# Политехническая (станция метро)
«Политехни́ческая» — станция Петербургского метрополитена. Входит в состав Кировско-Выборгской линии, расположена между станциями «Площадь Мужества» и «Академическая».
Станция открыта 31 декабря 1975 года в составе участка «Лесная» — «Академическая». Названа из-за близости к комплексу зданий Политехнического университета Петра Великого. Вблизи станции находится также Ленинградский Физико-технический институт имени А. Ф. Иоффе.
Вместе с расположенной после неё станцией «Площадь Мужества» является первой в мире односводчатой станцией глубокого заложения с островной платформой.

## Наземные сооружения
Павильон станции выполнен по проекту архитекторов А. С. Гецкина, В. П. Шуваловой, В. Г. Хильченко и расположен на Политехнической улице рядом с Покровской церковью и площадью Академика Иоффе. Вестибюль оформлен жёлтым металлом и белым мрамором. Над наклонным ходом в вестибюле имеется небольшая площадка, уставленная декоративными растениями.
В процессе эксплуатации была произведена перестройка вестибюля. Первоначальный проект предусматривал прозрачный куб станции. При постройке касс нижний ярус стекол был заложен декоративным камнем, что изменило впечатление от посещения станции.

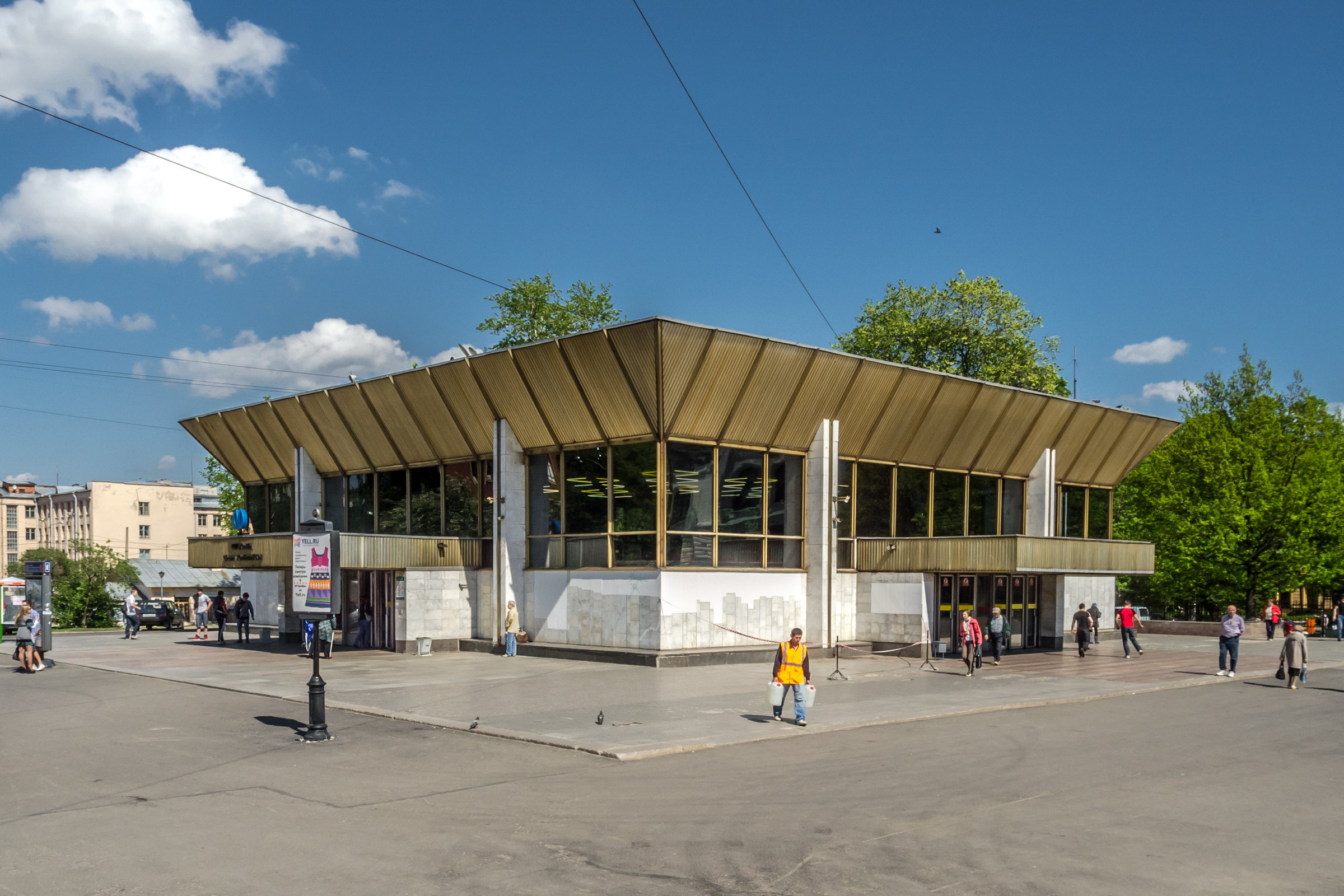
Павильон станции
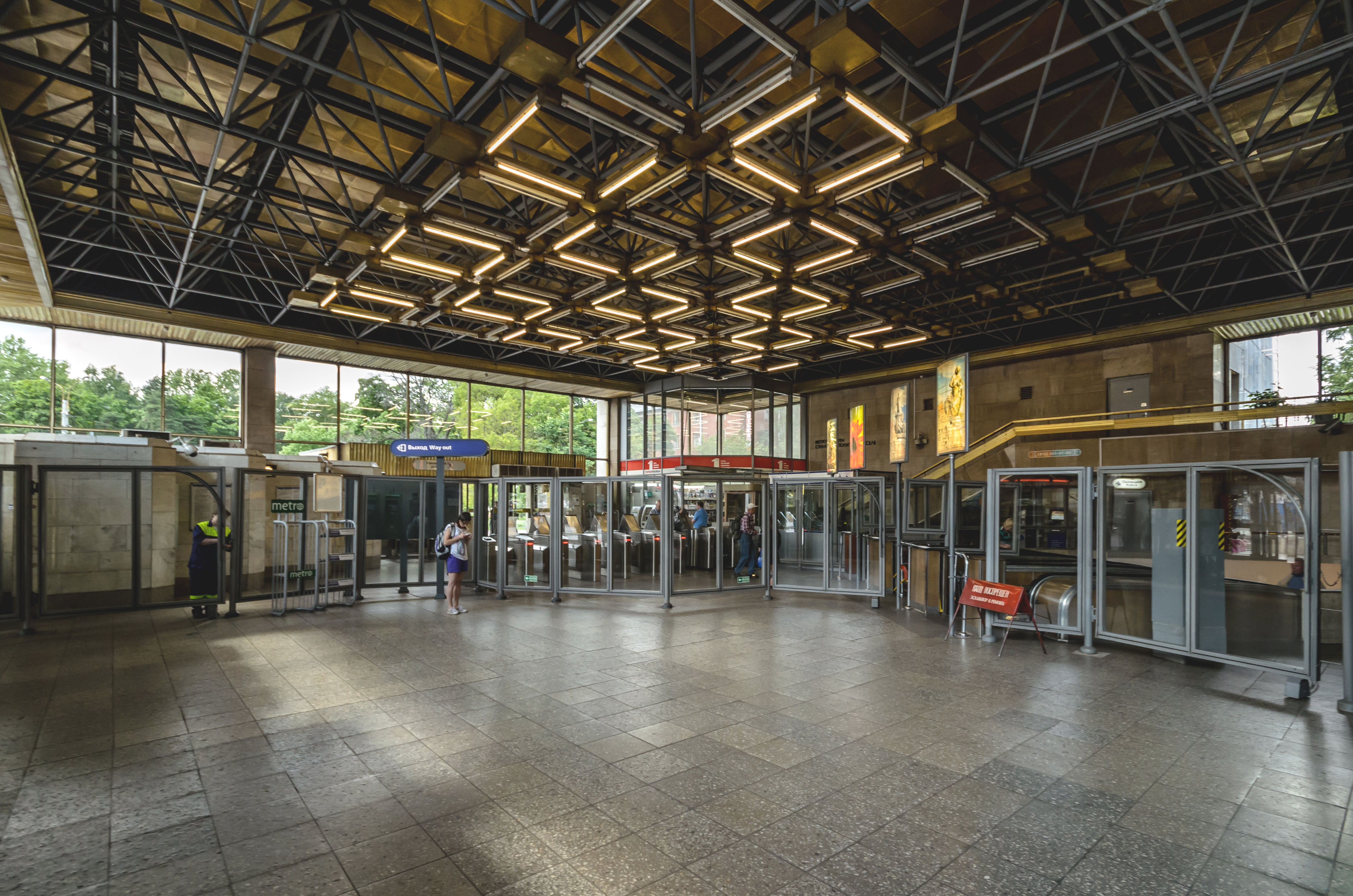
Вестибюль

## Подземные сооружения
«Политехническая» — односводчатая станция глубокого заложения (глубина ≈ 65 м), одна из первых двух в СССР данного типа (другая — «Площадь Мужества»). Подземный зал сооружён по проекту архитекторов С. Б. Сперанского, Н. В. Каменского и Л. Г. Бадаляна.

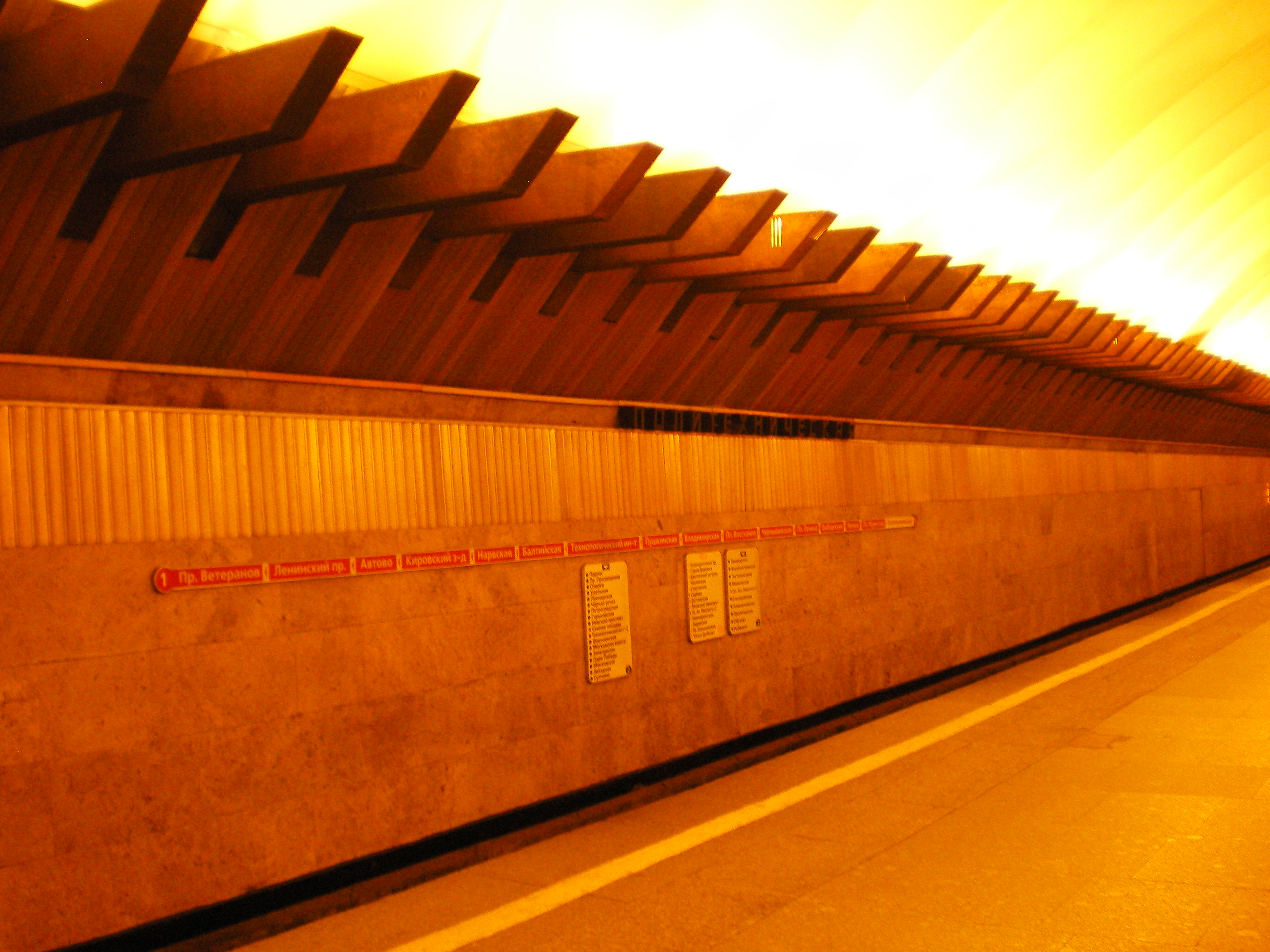
Путевая стена, светильники над ней

Путевые стены облицованы травертином, пол — серым гранитом, металлические детали отделки имеют оттенок старой меди, двери на путевых стенах выполнены в том же стиле. Освещение выполнено в виде оригинальных светильников прямоугольного сечения, установленных на карнизе над путевыми зонами. У светильников края имеют наклон внутрь зала, напоминая разведённые невские мосты. 
В 2003 году на станции было заменено освещение с ртутных ламп белого цвета на натриевые оранжевого цвета. Замена освещения сделала станцию ярче. В 2005 году был проведён ремонт торцевых стен станции, каменная отделка была обшита композитными панелями.
Наклонный ход (выход со станции), содержащий три эскалатора, расположен в южном торце станции; в 2016 году светильники наклонного хода были заменены со «световых столбиков» на «факелы». Коридор между эскалаторным залом и платформой освещается «офисными» трёхламповыми светильниками.
После ремонта 2009 года первоначальное архитектурное оформление станции было утрачено. Травертин был заменён на керамогранит, анодированный алюминий — на крашеные панели по типу сайдинга.

## Реконструкция
В 2005 году сообщалось о запланированной реконструкции надземного вестибюля станции. В соответствии с предпроектными предложениями ООО «Архитектурная творческая мастерская Столярчука» наряду с реконструкцией предусматривалось строительство многофункционального коммерческого комплекса высотой до 18 метров «с сохранением визуальной взаимосвязи наиболее ценных объектов архитектурного комплекса — памятника истории и культуры федерального значения „Санкт-Петербургского политехнического института императора Петра Великого“ и церковь Покрова Богородицы». Сбором инвестиционно-тендерной документации по доверенности ГУП «Петербургский метрополитен» занималось ЗАО «Торговый двор».
В 2007 году начальник Петербургского метрополитена Владимир Гарюгин заявил, что на реконструкцию станции нет бюджетных средств и планируется привлекать частные инвестиции.
19 мая 2020 года ООО «Триумф плюс» предложило проект, аналогичный строительству бизнес-центра над станцией метро «Достоевская» и предполагающий снос существующего вестибюля и возведение пятиэтажного здания торгового центра с подземной парковкой.
Однако, петербуржцы выступили резко против подобного проекта. От имени студентов Политехнического университета даже была создана петиция на сайте Change.org с призывом «к губернатору и Заксобранию вмешаться в ситуацию и остановить снос».

## Путевое развитие
Севернее станции находятся два ответвления без рельсов, которые примерно через 20—30 метров заканчиваются тупиками и используются в качестве кладовых служб метрополитена. Эти тоннели ответвляются вбок от главных путей.
Эти ответвления являются заделом под строительство вилочного ответвления в город Бугры Всеволожского района Ленинградской области с промежуточными станциями «Сосновка» (на пересечении Светлановского и Северного проспектов) и «Проспект Культуры» (на пересечении проспектов Культуры и Просвещения) (изначальная трассировка: «Политехническая» — «Светлановский проспект» — «Проспект Луначарского» — «Проспект Культуры»).

## Наземный общественный транспорт

#### Автобусы
| №   | Пересадки                                                             | Конечный пункт 1           | Конечный пункт 2    |
| --- | --------------------------------------------------------------------- | -------------------------- | ------------------- |
| 69  | -                                                                     | проспект Культуры          | Политехническая     |
| 94  | -                                                                     | Ручьи                      | Чёрная речка        |
| 271 | Площадь Мужества Проспект Просвещения Парнас                          | Ладожская Ладожский вокзал | Толубеевский проезд |
| 275 | Проспект Просвещения Площадь Мужества Лесная Петроградская Спортивная | Улица Жени Егоровой        | Василеостровская    |
| 294 | Академическая Площадь Мужества Пионерская Комендантский Проспект      | Ручьи                      | Старая Деревня      |
| 399 | -                                                                     | Площадь Мужества           | Бугры               |

#### Троллейбусы
| №  | Пересадки                                                                | Конечный пункт 1       | Конечный пункт 2            |
| -- | ------------------------------------------------------------------------ | ---------------------- | --------------------------- |
| 4  | -                                                                        | Придорожная аллея      | Площадь Мужества            |
| 21 | Гражданский проспект Академическая Площадь Мужества Проспект Просвещения | Светлановский проспект | Орлово-Денисовский проспект |
| 34 | Чёрная речка                                                             | Тихорецкий проспект    | Петроградская               |
| 50 | Пионерская Комендантский проспект                                        | Тихорецкий проспект    | Плесецкая улица             |
| 51 | ‎ Парнас Проспект Просвещения Площадь Мужества                            | Толубеевский проезд    | Суздальский проспект        |

#### Трамваи
| №  | Пересадки                                                                                                   | Конечный пункт 1     | Конечный пункт 2 |
| -- | --- | -------------------- | ---------------- |
| 38 | Ручьи Академическая Площадь Мужества                                                                        | Пискарёвка           | Кушелевка        |
| 40 | Площадь Мужества Ланская Чёрная речка Петроградская Горьковская Спортивная Василеостровская Горный институт | Тихорецкий проспект  | Детская улица    |
| 55 | Проспект Просвещения Площадь Мужества Пионерская Комендантский проспект                                     | Придорожная аллея    | улица Шаврова    |
| 61 | Площадь Мужества Кушелевка Лесная                                                                           | Суздальский проспект | Выборгская       |